# 瓜希拉澳鱂
瓜希拉澳鱂（學名：Austrofundulus guajira），為輻鰭魚綱鯉齒目鰕鱂亞目溪鱂科的其中一種，為熱帶淡水魚，分布於南美洲委內瑞拉及哥倫比亞淡水流域，棲息在底中層水域，生活習性不明。

## 擴展閱讀
維基物種上的相關：瓜希拉澳鱂